# San Roque
San Roque – miasto w Hiszpanii, we wspólnocie autonomicznej Andaluzja. W 2007 liczyło 25 548 mieszkańców.